# Ross Wallace
Ross Wallace (ur. 23 maja 1985) – szkocki piłkarz występujący na pozycji skrzydłowego w Sheffield Wednesday.